# Sân vận động Quốc gia, Lagos
Sân vận động Quốc gia Lagos (tiếng Anh: Lagos National Stadium) là một sân vận động đa năng ở Surulere, Lagos, Nigeria. Khu liên hợp bao gồm một bể bơi Olympic và một nhà thi đấu đa năng được sử dụng cho các trận đấu bóng rổ, bóng chuyền, bóng bàn, đấu vật và quyền Anh. Sân được sử dụng chủ yếu cho các trận đấu bóng đá cho đến năm 2004, cũng như các trận đấu bóng bầu dục và điền kinh. Sân vận động này đã tổ chức một số giải đấu quốc tế bao gồm Cúp bóng đá châu Phi 1980, Cúp bóng đá châu Phi 2000 cũng như các trận đấu vòng loại Giải vô địch bóng đá thế giới. Nơi đây cũng là địa điểm chính của Đại hội Thể thao châu Phi 1973.

## Các trận đấu bóng đá lớn

### Cúp bóng đá châu Phi 1980
| Ngày                | Đội #1      | Kết quả | Đội #2      | Vòng          |
| ------------------- | ----------- | ------- | ----------- | ------------- |
| 8 tháng 3 năm 1980  | Nigeria     | 3–1     | Tanzania    | Bảng A        |
| 8 tháng 3 năm 1980  | Ai Cập      | 2–1     | Bờ Biển Ngà | Bảng A        |
| 12 tháng 3 năm 1980 | Ai Cập      | 2–1     | Tanzania    | Bảng A        |
| 12 tháng 3 năm 1980 | Nigeria     | 0–0     | Bờ Biển Ngà | Bảng A        |
| 15 tháng 3 năm 1980 | Bờ Biển Ngà | 1–1     | Tanzania    | Bảng A        |
| 15 tháng 3 năm 1980 | Nigeria     | 1–0     | Ai Cập      | Bảng A        |
| 19 tháng 3 năm 1980 | Nigeria     | 1–0     | Maroc       | Bán kết       |
| 21 tháng 3 năm 1980 | Maroc       | 2–0     | Ai Cập      | Tranh hạng ba |
| 22 tháng 3 năm 1980 | Nigeria     | 3–0     | Algérie     | Chung kết     |

### Giải vô địch bóng đá trẻ thế giới 1999
| Ngày                | Đội #1      | Kết quả               | Đội #2     | Khán giả | Vòng                   |
| ------------------- | ----------- | --------------------- | ---------- | -------- | ---------------------- |
| 2 tháng 4 năm 1999  | Nigeria     | 1–1                   | Costa Rica | 37.500   | Bảng A                 |
| 4 tháng 4 năm 1999  | Đức         | 4–0                   | Paraguay   | 2.500    | Bảng A                 |
| 7 tháng 4 năm 1999  | Nigeria     | 2–0                   | Đức        | 20.000   | Bảng A                 |
| 7 tháng 4 năm 1999  | Costa Rica  | 1–3                   | Paraguay   | 18.000   | Bảng A                 |
| 10 tháng 4 năm 1999 | Nigeria     | 1–2                   | Paraguay   | 25.000   | Bảng A                 |
| 10 tháng 4 năm 1999 | Costa Rica  | 2–1                   | Đức        | 22.000   | Bảng A                 |
| 14 tháng 4 năm 1999 | Paraguay    | 2–2 (s.h.p.) (9–10 p) | Uruguay    | 1.500    | Vòng 16 đội            |
| 18 tháng 4 năm 1999 | Uruguay     | 2–1                   | Brasil     | 10.000   | Tứ kết                 |
| 21 tháng 4 năm 1999 | Uruguay     | 1–2                   | Nhật Bản   | 8.000    | Bán kết                |
| 24 tháng 4 năm 1999 | Mali        | 1–0                   | Uruguay    | 35.000   | Play-off tranh hạng ba |
| 24 tháng 4 năm 1999 | Tây Ban Nha | 4–0                   | Nhật Bản   | 38.000   | Chung kết              |

### Cúp bóng đá châu Phi 2000
| Ngày                | Đội #1  | Kết quả              | Đội #2         | Khán giả | Vòng      |
| ------------------- | ------- | -------------------- | -------------- | -------- | --------- |
| 23 tháng 1 năm 2000 | Nigeria | 4–2                  | Tunisia        | 80.000   | Bảng D    |
| 25 tháng 1 năm 2000 | Maroc   | 1–0                  | Cộng hòa Congo | 8.000    | Bảng D    |
| 28 tháng 1 năm 2000 | Nigeria | 0–0                  | Cộng hòa Congo | 60.000   | Bảng D    |
| 29 tháng 1 năm 2000 | Tunisia | 0–0                  | Maroc          | 5.000    | Bảng D    |
| 1 tháng 2 năm 2000  | Zambia  | 2–2                  | Sénégal        | 2.000    | Bảng C    |
| 3 tháng 2 năm 2000  | Nigeria | 2–0                  | Maroc          | 60.000   | Bảng D    |
| 7 tháng 2 năm 2000  | Nigeria | 2–1 (s.h.p.)         | Sénégal        | 60.000   | Tứ kết    |
| 10 tháng 2 năm 2000 | Nigeria | 2–0                  | Nam Phi        | 60.000   | Bán kết   |
| 13 tháng 2 năm 2000 | Nigeria | 2–2 (s.h.p.) (3–4 p) | Cameroon       | 60.000   | Chung kết |